# 7481 San Marcello
7481 San Marcello este o planetă minoră (asteroid), cu un diametru de 11,175 km, din centura de asteroizi. A fost descoperită pe 11 august 1994 la San Marcello Pistoiese de Andrea Boattini⁠(d) și a fost numită după San Marcello Pistoiese. 
Obiectul prezintă o orbită caracterizată de o semiaxă mare de 2,9206584 UAi, o excentricitate de 0,040199, o înclinație de 12,77531 ° în raport cu ecliptica.